# Championnats d'Europe de cyclo-cross en relais mixte
Le championnat d'Europe de cyclo-cross en relais mixte a lieu dans le cadre des championnats d'Europe de cyclo-cross de l'Union européenne de cyclisme depuis 2023. Il est disputé par équipe nationale de six coureurs : trois femmes et trois hommes, représentant chacun une catégorie (élite, espoir et junior), à l'image de ce qui existe sur les épreuves de VTT.

## Palmarès
| Année | Or | Argent                                                                                               | Bronze |
| ----- | --- | --- | --- |
| 2023  | France- Aubin Sparfel - Rémi Lelandais - Célia Gery - Electa Gallezot - Hélène Clauzel - Joshua Dubau                          | Grande-Bretagne- Anna Kay - Daniel Barnes - Imogen Wolff - Oscar Amey - Cat Ferguson - Cameron Mason | Belgique- Yorben Lauryssen - Naud De Clercq - Xaydée Van Sinaey - Shanyl De Schoesitter - Sanne Cant - Witse Meeussen |
| 2024  | Italie- Federico Ceolin - Mattia Agostinacchio - Lucia Bramati - Giorgia Pellizotti - Francesca Baroni - Filippo Agostinacchio | France- Théophile Vassal - Aubin Sparfel - Célia Gery - Lisa Revol - Hélène Clauzel - Rémi Lelandais | Espagne- Miguel Rodríguez - Benjamín Noval - Lorena Patiño - Aroa Otero - Sofia Rodríguez - Felipe Orts               |

## Tableau des médailles
| Pos.  | Pays            | Médaille d'or, Europe | Médaille d'argent, Europe | Médaille de bronze, Europe |   |
| ----- | --------------- | --------------------- | ------------------------- | -------------------------- | - |
| 1     | France          | 1                     | 1                         | 0                          | 2 |
| 2     | Italie          | 1                     | 0                         | 0                          | 1 |
| 3     | Grande-Bretagne | 0                     | 1                         | 0                          | 1 |
| 4     | Belgique        | 0                     | 0                         | 1                          | 1 |
| 4     | Espagne         | 0                     | 0                         | 1                          | 1 |
| Total | Total           | 2                     | 2                         | 2                          | 6 |